# 那珂市
那珂市（日语：／ Naka shi */?）是位于茨城縣北部的一市。設立于2005年（平成17年）1月21日，由那珂郡那珂町及同郡瓜連町編入合併，市制施行成立。

## 地理
- 河川：那珂川、久慈川

### 隣接的自治區
- 水戶市
- 常陸那珂市
- 常陸太田市
- 日立市
- 常陸大宮市
- 那珂郡：東海村
- 東茨城郡：城里町

## 交通

### 道路
- 高速道路
  - 常磐自動車道：那珂IC（日语：那珂インターチェンジ）

- 一般國道
  - 國道6号
  - 國道118号（日语：国道118号）
  - 國道349号（日语：国道349号）

### 鉄道
- 東日本旅客鐵道（JR東日本）

## 学校

### 短期大学
- 茨城女子短期大学

### 高等学校
- 茨城縣立水戶農業高等學校（日语：茨城県立水戸農業高等学校）
- 茨城縣立那珂高等學校（日语：茨城県立那珂高等学校）

### 中学校
| - 那珂市立第一中学校 - 那珂市立第二中学校 - 那珂市立第三中学校 | - 那珂市立第四中学校 - 那珂市立瓜連中学校 |

### 小学校
| - 那珂市立本米崎小学校 - 那珂市立橫堀小学校 - 那珂市立額田小学校 - 那珂市立菅谷小学校 - 那珂市立菅谷東小学校 - 那珂市立菅谷西小学校 | - 那珂市立五台小学校 - 那珂市立戶多小学校 - 那珂市立芳野小学校 - 那珂市立木崎小学校 - 那珂市立瓜連小学校 |

### 幼稚園
- 大成学園幼稚園

## 名勝古蹟
- 一之關貯水池親水公園（天鵝棲息地）
- 茨城縣植物園
- 古德沼（白鳥棲息地）
- 靜峰故鄉公園（日本100大櫻花勝景）
- 靜神社（日语：静神社）（常陸國二宮）
- 常福寺（日语：常福寺 (那珂市)）
- 日本原子力研究開發機構那珂核融合研究所（擁有核融合實驗装置JT-60）

## 國際關係
那珂市是以下城市的友好城市：
- 中華民國 臺南市（2024）[1]

1. ↑  臺南市政府. . 臺南市政府新聞及國際關係處國際關係科. 2024-05-06  [2024-12-03]. （原始内容存档于2024-12-03）.